# 이기빈 (정치인)
이기빈(1932년 5월 2일~)은 대한민국의 정치인이다. 제13대 국회의원을 지냈다.

## 역대 선거 결과
|  | 45.02% |

|  | 45.35% |